# Карл-Ерик Холмберг
Карл-Ерик Холмберг (швед. Carl-Erik Holmberg; Гетеборг, 17. јул 1906 — Гетеборг, 5. јун 1991) био је шведски фудбалски нападач који је играо за Оргрит. Играо је и за репрезентацију Шведске, а био је резерва током Светског првенства у фудбалу 1934. у Италији.